# Wizardry II: The Knight of Diamonds
A Wizardry II: The Knight of Diamonds a második része a Wizardry számítógépes szerepjáték-sorozatnak. Andrew Greenberg és Robert Woodhead fejlesztették, és 1982-ben jelent meg a Sir-Tech gondozásában.
A játék közvetlen folytatása a "Proving Grounds of the Mad Overlord"-nak, a trilógia pedig a Wizardry III: Legacy of Llylgamyn-nel fejeződött be, de maga a sorozat összesen 8 részt élt meg.

## Játékmenet
A játék Llylgamyn városának ostromával kezdődik. Az uralkodó halott, a város egyetlen reménysége pedig az, ha megtalálják Gnilda varázsbotját, amit csak úgy lehet megszerezni, ha elcserélik a legendás Gyémántlovag Páncélra annak tulajdonosával.
Maga a program szinte teljesen megegyezik az első epizóddal. Ezúttal is egy hatfős csapatot irányíthatunk egy hatszintes labirintusban. Míg kezdetben csak úgy játszhattunk a programmal, ha áthoztuk a mentésünket az előző részből, a későbbi kiadásokban már választhattunk előre generált karaktereket vagy éppen létrehozhattunk újakat. A játék úgy készült el, hogy legalább 13-as szintű karakterek vágjanak neki (ezért volt fontos a mentések áthozatala), és nem volt semmilyen bevezető zóna benne, amiben megtanulhatta volna az új játékos a játékmechanizmust, hanem azonnal bedobták a mélyvízbe. A legfontosabb különbség az volt, hogy már el lehetett menteni a programot menet közben is, nem kellett hozzá kilépni a labirintusból és aztán vissza. Némelyik varázslat erejét is megnövelték.
Fontos volt az is, hogy míg az első részben elég volt csak a játék szempontjából lényeges szinteket bejárni, itt a labirintus valamennyi szintjét be kell járnunk ahhoz, hogy sikeresen teljesítsük a küldetést. Mindegyik szinten el van ugyanis rejtve a keresett páncél egy-egy darabja. amely elengedhetetlen a program befejezéséhez. Ebből kifolyólag már nincsenek a játékban liftek sem.

## Fordítás
- Ez a szócikk részben vagy egészben  a   Wizardry II: The Knight of Diamonds című angol Wikipédia-szócikk ezen változatának fordításán alapul.  Az eredeti cikk szerkesztőit annak laptörténete sorolja fel. Ez a jelzés csupán a megfogalmazás eredetét és a szerzői jogokat jelzi, nem szolgál a cikkben szereplő információk forrásmegjelöléseként.